# ユミアのアトリエ 〜追憶の錬金術士と幻創の地〜
『ユミアのアトリエ 〜追憶の錬金術士と幻創の地〜』（ユミアのアトリエ ついおくのれんきんじゅつしとげんそうのち）は、コーエーテクモゲームスより2025年3月21日に発売されたゲームソフト。「アトリエシリーズ」の一作。
対応プラットフォームはNintendo Switch・PlayStation 5・PlayStation 4・Xbox Series X/S・Xbox One・PC（Steam）。

## 概要
錬金術によるアイテム作成を主題とした「アトリエシリーズ」の26作目（スピンオフ系タイトルを除く）。
新規の世界観・キャラクターで展開される「アトリエ」作品であり、キャラクターデザインにはイラストレーターのべにたまが起用されている。
ゲームデザイン面においては『ライザのアトリエ3 〜終わりの錬金術士と秘密の鍵〜』のオープンフィールドをより推し進めたものとなった他、拠点を経ずにフィールド上での調合が可能な「略式調合」の採用など、シリーズ従来作と異なるゲームサイクルの構築がアピールされている。

## ゲームシステム
略式調合

ハウジング

## 登場人物

### 主要人物
ユミア・リースフェルト
声 - 倉持若菜
本作の主人公。錬金術士の女性。接近戦では杖、遠距離戦では銃となる複合武器を扱う。「アラディス調査団」に参加し、ヴィクトルやアイラ達、仲間とアラディスの各地方を訪れ、錬金術士であった母や錬金術そのものについての思いを巡らせながら、アラディスが滅んだ真相へと迫っていく。
ヴィクトル・フォン・デューラー
声 - 古川慎
アラディス調査団の一員。ユーステラ騎士団員でもあり、アイラの兄。武器はパイルバンカー。貴族のデューラー家出身であり、妹と共にユミアの監視役として彼女に同行する。3年前にデューラー領で発生した大規模なマナ災害の真相を知るため、その犯人と目するヴェスペルを追っている。
アイラ・フォン・デューラー
声 - 前田佳織里
アラディス調査団の一員。ユーステラ騎士団員でもあり、ヴィクトルの妹。武器は槍。明るく女の子らしい性格で、兄や周りへのフォローもかかさない。出会ったユミアともすぐに打ち解ける。兄と同じく、自領で起きたマナ災害に心を痛めており、ヴェスペルを敵視している。
ルトガー・アーレント
声 - 福山潤
アラディス調査団の一員。元孤児の青年。武器は大鎌。個人行動を好んでおり、金目の物に目がない。エアハルトの命でユミアの調査に同行することになる。幼少時に金を稼ぐため「記憶」を闇商人に売っており、足がついて切り捨てられた際にエアハルトに保護され現在の身となる。
ニーナ・フリーデ
声 - 小松未可子
アラディス調査団の一員。元傭兵の女性。武器は銃とナイフ。ヴェスペルとの戦闘中のユミア達に助力し、シバーシュ地方にて仲間入りする。実は人間ではなく、アラディス帝国滅亡前に錬金術士の手で作られた「ホムンクルス」。数百年後に目覚め、ユミア達には当初それを隠していた。
レイニャ
声 - 青山吉能
アラディス調査団の一員。団内では唯一の亜人種「ウェルクス」として活躍する。武器は鋸状の刃を持つ剣。シバーシュ地方にて仲間入りする。過去に仲間だった者達から見捨てられたことがあり、自分に自信が無く落ちこぼれだと卑下していた。ユミア達とは掛け替えのない信頼関係を築く。
フラミィ
声 - 阿澄佳奈
ユミアの相棒である「超高性能自立型探索補助装置」。空中に浮かぶランタンのような姿で、元はユミアの母が残した物を改良して現在の姿となった。アラディス各地の調査や伝想器の解析でユミア達に貢献する。

### アラディス調査団
エアハルト・ボールマン
声 - 三宅健太
アラディス調査団を率いる団長。足が悪いため、杖を使っている。統率力に優れ、団員達からの信頼も厚い。ユミアを信頼しており、時には相談に乗り、後方から彼女達を支える。
リヒト
声 - 熊谷健太郎
アラディス調査団の一員。情報屋として各地を調査しており、ユミア達が知らない情報にも詳しい。
ウィルマ・ルッター
声 - 鈴代紗弓
アラディス調査団の一員。文化人類学者の女性。アラディスの文化を調べ、時にはユミア達に同行する。

### アラディス帝国
竜翼の戦士 / ヴェスペル
声 - 黒田崇矢
本作のヴィランの一人。
羊眼の魔女 / リリーボレア
声 - 日笠陽子
本作のヴィランの一人。
単眼鏡の狼男 / コルレオニス
声 - 子安武人
本作のヴィランの一人。
黒外套の貴人 / バシリウス
声 - 三木眞一郎
本作のヴィランの一人。

### その他
クレイジャ
声 - 中村桜
亜人種「ウェルクス（シルワ族）」の長。シバーシュ地方にやって来たユミア達と出会い、彼女に協力する。
イリーネ・リースフェルト
声 - 阿澄佳奈
ユミアの母親。錬金術士で、デューラー領で起きたマナ災害の際に被害を防ごうとして亡くなったとされる。
マリナ・フリーデ
アラディス帝国滅亡前の人物で、ニーナの生みの親。帝国の方針に疑念を抱き、ニーナを連れて逃亡する。

## 用語

### 国家・組織
アラディス帝国
本作の舞台となる国家。首都はカルムナ。類い希なるマナ技術により発展を遂げていたが、数百年前に滅亡した。「リグナス地方」、「シバーシュ地方」、「アウルーマ地方」、「ラクーナ地方」の4つの地方で構成される。
ユーステラ共和国
海を挟んだアラディスの隣国。過去にアラディスが滅んだ経緯から、錬金術の存在を「禁忌」として扱っている。五大氏族によって各領地が統治されており、「ユーステラ騎士団」が治安を担っている。
アラディス調査団
アラディスの地を調査するため、ユーステラ共和国出身者で大半が占められた調査団。団長はエアハルト・ボールマン。ユーステラ騎士団員や冒険者などで構成され、錬金術士のユミアを白眼視する者も多い。

### 地名・施設
リグナス地方
最初の調査地となる地方。森林や水辺が豊富で、北部は濃い森の木々に覆われた場所が多い。ランドマークとしてマナ台座のある「ドゥクス大灯台」、「アルボール植物園」、「帝国第八研究所」、「ラテレの大樹」などがある。
シバーシュ地方
二番目の調査地となる地方。全体が巨大な茸や菌糸に覆われており、高低差が激しい。ランドマークとしてマナ台座のある「プレケス大聖堂」、「ヘイルメイア学院」、「ファルトナ天文台」、「ヴィア・イデア」などがある。
アウルーマ地方
三番目の調査地となる地方。広大な町の廃墟が広がる。各地には鉄道網が敷かれ、ランドマークとしてマナ台座のある「ペルグリカ・トルム」、「ラムスラディク駅」、「マナ錬成炉」、「ターナス商店街」などがある。
ラクーナ地方
最後の調査地となる地方。アラディス帝国の中心地で、首都カルムナがあり、奥地にはラクーナ城がそびえる。ランドマークとしてマナ台座のある「帝国第一研究所」や3基の「マナ制御塔」などがある。
祈念の社
アラディスの各地に存在する小さな社。付近の中継機を直して起動する。初起動時は「エンハンスプリズム」を入手し、ユミアのエナジーアクションの強化が行える。

### 生物・種族
アルバー
アラディス各地に住む小さな種族。大きな三角帽を被っており、彼らが「のっぽさん」と呼ぶ人間には友好的。リグナス地方やアウルーマ地方に集落がある。
ウェルクス
大きな耳と尻尾が特徴の亜人種。身体能力やマナ適正に優れ、アラディスに残った「シルワ族」やアラディスから離れた「フルーメ族」といった部族に別れる。
ネル族
人言を話せる魔物種族の一つ。主にシバーシュ地方に住んでおり、青白い細身の体と、傘のような頭部が特徴。
ジニ族
人言を話せる魔物種族の一つ。主にアウルーマ地方に住んでおり、鳥類のような姿が特徴。
アルスタリア
アラディスの各地に生えている花。周囲のマナを吸収し、蜜として蓄える性質がある。

### その他の用語
伝想器
音声などの情報を「記憶」する筒状の道具で、数百年前以上の長い期間を残すことができる。ユミアが発見した際はフラミィが解析を行う。
万想器
アラディス帝国で研究・開発されていた全ての情報・知識・技術を集約した究極の伝想器。

## コラボレーション
以下のタイトルのコラボレーション作品のコスチュームやアイテムをダウンロードコンテンツにて入手可能。
- テイルズ オブ グレイセス エフ リマスター - 2025年6月23日配信開始[3]。
- 鉄拳シリーズ - 2025年7月23日配信開始[4]